# Rafael Arévalo Martínez
Rafael Arévalo Martínez (ur. 25 lipca 1884 w Quetzaltenango, zm. 12 czerwca 1975 w Gwatemali) – pisarz gwatemalski „generacji 1910” El Cometa, jeden z prekursorów tzw. realizmu magicznego, twórca opowiadań i poezji lirycznej, a także dyplomata.
W latach 1926–1946 dyrektor Biblioteca Nacional de Guatemala, od 1946 delegat do Unii Panamerykańskiej. 

## Twórczość

### Poezja
- Maya (1911)
- Los atromentados (1914)
- Las rosas de Engaddi (1921)
- Llama y el Rubén poseído por el Deus (1934)
- Por un caminito así (1947)
- Poemas (1965)

### Proza
Opowiadania
- El hombre que parecía un caballo (1914)
- El señor Monitot (1922)
- Cratilo y otros cuentos (1968)
- Cuarto contactos con sobrenatural y otros relatos (1971)

Nowele
- Concepción del Cosmos (1965)

Sztuki teatralne
- Los duqes de Endor (1940)
- El hijo pródigo (1958)

Biografie
- Ecce Pericles (1939) – biografia dyktatora Manuela Estrady Cabrery
- Ubico (1984)

Autobiografia
- Narración sumaria de mi visa (1968)